# Senior Trip
Pour plus de détails, voir Fiche technique et Distribution.
Senior Trip est un téléfilm américain de Kenneth Johnson, diffusé le 30 décembre 1981 sur le réseau CBS.

## Fiche technique
- Titre original : Senior Trip
- Réalisation : Kenneth Johnson
- Scénario : Kenneth Johnson, Dan Kibbie
- Direction artistique : Stuart Wurtzel
- Photographie : John McPherson
- Montage : Jack W. Schoengarth
- Musique : Joe Harnell, Kenneth Johnson
- Production : Dan Kibbie
  - Production déléguée : Kenneth Johnson
- Société(s) de production : Kenneth Johnson Productions, Quinn Martin Productions (QM)
- Société(s) de distribution : CBS
- Pays d'origine : États-Unis
- Année : 1981
- Langue originale : anglais
- Format : couleur – 35 mm – 1,33:1 – mono
- Genre : comédie
- Durée : 96 minutes
- Dates de sortie : 
  -  États-Unis : 30 décembre 1981

## Distribution
- Scott Baio : Roger Ellis
- Faye Grant : Denise
- Randy Brooks : David
- Peter Coffield : Jerry
- Mickey Rooney : Lui-même
- Jane Hoffman : Mme Pritchardson
- Liz Callaway : Judy Matheson
- James Carroll : Fred
- Ralph Davis : Vic
- Ron Fassler : Bob
- Julia Montgomery : Marlene
- Bernard Barrow : Nathan Aldrich
- Robert Hitt : Stanley Simpson
- Vincent Spano : Dick
- Patti Walsh : Peggy
- James Weissenbach : Jim
- Robert Townsend : Randy
- Jason Alexander : Pete
- Peter Leeds : un ami de Mickey